# Nadia Theoduloz
Nadia Theoduloz (Maldonado, 6 de febrero de 1987) es una modelo uruguaya galardonada con el premio de belleza Miss Uruguay 2004.

## Biografía
Representó a su país en Miss Universo 2004, pero fue rechazada por el jurado al tener 17 años.
Natural de la ciudad de Montevideo, había sido anteriormente elegida Miss Punta del Este en el tradicional concurso de belleza que se realiza anualmente en el principal centro turístico uruguayo.
Nadia Theoduloz se impuso entre las finalistas a Nicole Dupont, de 19 años, representante de Montevideo, y Cecilia Amaro, de 24, de la ciudad de Treinta y Tres, en el noreste de Uruguay.